# Quadrula
Quadrula је род слатководних шкољки, мекушаци из породице Unionidae, речне шкољке, пореклом из река на америчком средњем западу и средишњем југу. Све имају дебелу љуштуру са добро развијеним зубима, врло интересантног облика.

## Врсте
У 2012. години, многе врсте класификоване као Quadrula пребачене су у родове Rotundaria и Theliderma на основу генетских и морфолошких доказа.
Врсте које су сада у оквиру рода Quadrula:
- Quadrula apiculata, Southern mapleleaf
- Quadrula fragosa, Winged mapleleaf
- Quadrula nobilis, Gulf mapleleaf
- Quadrula quadrula, mapleleaf
- Quadrula rumphiana, Ridged mapleleaf
- Quadrula verrucosa, Pistolgrip